# Adventure of the Seas
Adventure of the Seas (укр. Пригода морів) — круїзне судно класу Voyager, що перебуває у власності компанії «Royal Caribbean Cruises Ltd.» та експлуатується оператором «Royal Caribbean International». Ходить під прапором Багамських островів із портом приписки в Нассау.

## Історія судна
Судно було закладене 17 червня 1998 року на верфі «STX Finland» в Турку, Фінляндія. Спуск на воду відбувся 5 січня 2001 року. 26 жовтня 2001 року судно здано в експлуатацію та передано на службу флоту компанії-замовника. 18 листопада того ж року здійснило перший рейс.
На церемонії хрещення, що відбулася 10 листопада 2001 року у Нью-Йорку, хрещеними батьками судна стали Кевін Ганнафін, Тара Стакпол, Маргарет Макдоннел та сержант Річард Лукас. Перший рейс здійснений 18 листопада з Нью-Йорка по узбережжі США. З часу введення в експлуатацію судно здійснило круїзи у водах Карибського басейну, трансатлантичні круїзи до узбережжя Піренейського півострова, Британії, Скандинавії та Балтії. За цими ж маршрутами судно працює і нині.